# Championnat de Tchécoslovaquie de football 1972-1973
Navigation
Saison précédente Saison suivante
La saison 1972-1973 du Championnat de Tchécoslovaquie de football est la 47e édition du championnat de première division en Tchécoslovaquie. Les seize meilleurs clubs du pays se retrouvent au sein d'une poule unique, la First League, où les formations s'affrontent deux fois, à domicile et à l'extérieur. À l'issue du championnat, les deux derniers du classement sont relégués et remplacés par les deux meilleurs clubs de II. Liga, la deuxième division tchécoslovaque.
C'est le club du FC Spartak Trnava, double tenant du titre, qui termine à nouveau en tête du classement du championnat avec un seul points d'avance sur le Tatran Presov et quatre sur le VSS Kosice. C'est le 5e titre (en 6 saisons) de champion de Tchécoslovaquie de l'histoire du club.

## Les 16 clubs participants
| - Dukla Prague - AC Sparta Prague - Skoda Plzen - Promu de II. Liga - SK Slovan Bratislava - Spartak Hradec Králové - Promu de II. Liga - TJ ZVL Žilina - VSS Kosice - TZ Trinec | - Zbrojovka Brno - FC Banik Ostrava - Lokomotiva Kosice - AC Nitra - Sklo Union Teplice - SK Slavia Prague - Spartak Trnava - Tatran Presov |

## Compétition

### Classement
Le barème utilisé pour établir le classement est le suivant :
- Victoire : 2 points
- Match nul : 1 point
- Défaite : 0 point

| Rang | Équipe                     | Pts | J  | G  | N  | P  | Bp | Bc | Diff |
| ---- | -------------------------- | --- | -- | -- | -- | -- | -- | -- | ---- |
| 1    | FC Spartak Trnava (T)      | 39  | 30 | 16 | 7  | 7  | 47 | 20 | +27  |
| 2    | Tatran Prešov              | 38  | 30 | 17 | 4  | 9  | 42 | 30 | +12  |
| 3    | VSS Košice                 | 35  | 30 | 13 | 9  | 8  | 46 | 28 | +18  |
| 4    | Dukla Prague               | 34  | 30 | 12 | 10 | 8  | 32 | 23 | +9   |
| 5    | TJ ZVL Žilina              | 33  | 30 | 14 | 5  | 11 | 50 | 38 | +12  |
| 6    | FC Lokomotíva Košice       | 32  | 30 | 12 | 8  | 10 | 39 | 40 | -1   |
| 7    | FC Baník Ostrava (C)       | 30  | 30 | 11 | 8  | 11 | 32 | 34 | -2   |
| 8    | ŠK Slovan Bratislava       | 29  | 30 | 12 | 5  | 13 | 32 | 31 | +1   |
| 9    | Sklo Union Teplice         | 28  | 30 | 12 | 4  | 14 | 37 | 34 | +3   |
| 10   | AC Nitra                   | 28  | 30 | 11 | 6  | 13 | 36 | 39 | -3   |
| 11   | AC Sparta Prague           | 28  | 30 | 10 | 8  | 12 | 39 | 45 | -6   |
| 12   | Zbrojovka Brno             | 27  | 30 | 10 | 7  | 13 | 43 | 45 | -2   |
| 13   | Skoda Plzen (P)            | 26  | 30 | 10 | 6  | 14 | 32 | 44 | -12  |
| 14   | SK Slavia Prague           | 25  | 30 | 8  | 9  | 13 | 30 | 41 | -11  |
| 15   | TŽ Trinec                  | 25  | 30 | 7  | 11 | 12 | 24 | 39 | -15  |
| 16   | Spartak Hradec Králové (P) | 23  | 30 | 9  | 5  | 16 | 25 | 55 | -30  |

|  | Qualification pour la Coupe d'Europe des clubs champions 1973-1974                                |
|  | Qualification pour la Coupe des Coupes 1973-1974                                                  |
|  | Qualification pour la Coupe UEFA 1973-1974                                                        |
|  | Relégation en II. Liga                                                                            |
|  | (T) Tenant du titre (C) Vainqueur de la Coupe du Tchécoslovaquie (P) : Promu de deuxième division |

## Bilan de la saison
| Championnat de Tchécoslovaquie de football 1972-1973 |                              |
| Champion                                             | FC Spartak Trnava (5e titre) |
| Coupes et trophées                                   |                              |
| Vainqueur de la Coupe de Tchécoslovaquie 1972-1973   | FC Banik Ostrava             |
| Qualifications continentales                         |                              |
| Coupe d'Europe des clubs champions 1973-1974         | FC Spartak Trnava            |
| Coupe des Coupes 1973-1974                           | FC Banik Ostrava             |
| Coupe UEFA 1973-1974                                 | Tatran Presov                |
| Coupe UEFA 1973-1974                                 | VSS Kosice                   |
| Promotions et relégations                            |                              |
| Promus en I. Liga                                    | FC Bohemians Prague          |
| Promus en I. Liga                                    | FK Inter Bratislava          |
| Relégués en II. Liga                                 | TZ Trinec                    |
| Relégués en II. Liga                                 | Spartak Hradec Králové       |